# 과들루프의 문장

과들루프의 문장

카리브해 지역에서 프랑스의 레지옹 및 해외 장식인 과들루프의 문장은 녹색과 파란색 사각형에 양식화된 태양과 새를 보여주는 문장이다. 문장 아래에 REGION GUADELOUPE가 새겨져 있다. 이 디바이스는 과들루프 국기의 중앙에 있다.

## 같이 보기
- 과들루프의 기